# Привредни судови Републике Србије
Привредни судови су судови посебне надлежности и који се оснивају за територију једног или више градова, односно више општина. Њему виши суд је Привредни апелациони суд.
Привредних судова у Србији има 16, без приваредних судова територију Косова и Метохија.

## Надлежности
Привредни суд у првом степену суди:
- у спору између домаћег и страног привредног друштва, предузећа, задруга и предузетника и њихових асоцијација (привредни субјекти), у спору који настане између привредног субјекта и другог правног лица у обављању делатности привредног субјекта, као и ако је у наведеном спору једна од странака физичко лице ако је са странком у односу материјалног супарничарства
- у спору о ауторском праву и сродним правима и заштити и употреби проналаска, индустријског дизајна, жигом заштићених ознака, ознаке географског порекла, топографије полупроводничких производа и права оплемењивача биљних сорти који настану између горепоменутних субјеката
- у спору поводом извршења и обезбеђења из надлежности привредног суда, а у спору поводом арбитражне одлуке само ако су донете у арбитражном поступку између горепоменутних субјеката
- у спору који произлази из примене Закона о привредним друштвима или примене других прописа о организацији и статусу привредног субјекта, као и у спору о примени прописа о приватизацији и хартији од вредности
- у спору:
  - о страном улагању
  - о броду и ваздухоплову, пловидби на мору и унутрашњим водама и спору у којем се примењује пловидбено и ваздухопловно право, изузев спора о превозу путника
  - о заштити фирме
  - поводом уписа у судски регистар
  - поводом реорганизације, судске и добровољне ликвидације и стечаја, осим у спору за утврђење постојања заснивања и престанка радног односа који је покренут пре отварања стечаја

Привредни суд у првом степену:
- води поступак за упис у судски регистар правног лица и другог субјекта, ако за то није надлежан други орган
- води поступак стечаја и реорганизације
- одређује и спроводи извршење на основу извршне и веродостојне исправе ако се односи на овде поменутих лица, ако законом није друкчије прописано, одређује и спроводи извршење и обезбеђење одлука из своје надлежности, ако законом није друкчије прописано, а одлуке избраног суда само ако је донета поводом овде поменутих спорова, ако законом није друкчије прописано
- одлучује о признању и извршењу стране судске и арбитражне одлуке донете у горепоменутим споровима, ако законом није друкчије прописано
- одређује и спроводи извршење и обезбеђење на броду и ваздухоплову
- води ванпарнични поступак који произлази из примене Закона о привредним друштвима

Привредни суд у првом степену одлучује о привредном преступу и с тим у вези о престанку заштитне мере или правне последице осуде.
Привредни суд пружа међународну правну помоћ за питања из своје надлежности и врши друге надлежности и послове одређене законом.
Законом се може предвидети да у одређеној врсти правне ствари поступа само одређени привредни суд.
Привредни суд у Београду надлежан је за спорове о ауторским и сродним правима и заштити и употреби проналазака, индустријског дизајна, модела, узорака, жигова, ознака географског порекла, топографије интегрисаних кола, односно топографије полупроводничких производа и оплемењивача биљних сорти за територију Републике Србије.